# Ralf Homann
Ralf Homann (* 1962) ist ein deutscher Künstler, Bildhauer und Feature-Autor.
Er lebt und arbeitet in München.
Homann ist Mitglied im Deutschen Künstlerbund und in der Freien Klasse sowie im Berufsverband Bildender Künstler aktiv.

## Leben
Von Juli 1984 bis Oktober 1987 übte er einer freiberufliche Tätigkeit als Künstler und Medienaktivist aus (Gruppe Audionomix zusammen mit Dieter Sitzmann). Vom April 1989 bis zum Juli 1991 absolvierte Ralf Homann eine Hospitanz beim Bayerischen Rundfunk (Fernsehen: Live aus dem Alabama/Schlachthof, München und Frankfurt; Hörfunk: Zündfunk), später machte er ein Praktikum in der Abteilung Hörspiel und Medienkunst; anschließend freiberufliche Tätigkeit für Funk und Fernsehen (Autor, Regie, Moderation, CvD). Vom Spätherbst 1991 bis Februar 1997 betrieb er das Studium der Bildhauerei an der Akademie der Bildenden Künste München, 1996 erfolgte die Ernennung zum Meisterschüler von Prof. Olaf Metzel. 1997 erwarb er das Diplom mit Objekt und Installation.
Von Juni 1997 bis Juli 1999 war Homann künstlerischer Assistent am Lehrstuhl für klassische Bildhauerei an der Akademie der Bildenden Künste in München. Vom August 1999 bis Oktober 2005 arbeitete er als Hochschuldozent an der Bauhaus-Universität in Weimar am Aufbau eines neuartigen künstlerischen Lehrgebiets „Experimentelles Radio“ an der von Gründungsdekan Prof. Lorenz Engell geleiteten neuen Fakultät Medien. 2005 bis 2007 war Homann Professor und Gastprofessor an der Bauhaus-Universität Weimar, Fakultät Medien.
Im Mai 2011 nahm Homann zusammen mit Bernhard Wunderlich, einem Mitglied der Hip-Hop-Band Blumentopf und der Kabarettistin Maria Peschek an der satirischen Show des Bayerischen Flüchtlingsrates „Bayern sucht das Superlager“ teil. 2021 kuratierte er zusammen mit Sylvia Schütz die Ausstellung „Pop Punk Politik“ in der Monacensia.

## Auszeichnungen
- 1997: Förderpreis der Landeshauptstadt München für Neue Ausdrucksformen in der Bildenden Kunst (zus. mit der Freien Klasse München / Juryentscheidung)
- 1992: Silver Award International New York Radio Festival, Museum of Television and Radio, New York and Los Angeles, für seine Hörfunk-Reportage über die junge rechtsextremistische Szene in Dresden

## Gastaufenthalte
- 09/2008 bis 10/2008: Artist in Residence, Wave Farm, Acre, New York
- 12/2006 bis 04/2007: Artist in Residence, Gastaufenthalt in Stockholm auf Einladung des International Artist Studio Program in Sweden (IASPIS)
- 10/2004 bis 03/2005: Gastaufenthalt in den Vereinigten Staaten (New York, Buffalo, San Francisco, Los Angeles, Calexico)
- 07/2000 bis 10/2000: Villa Romana, Florenz (Auswahlausstellung 1999 in der Staatsgalerie Stuttgart)

## Publikationen
- Farida Heuck, Ralf Homann, Pia Lanzinger (Hg.): Gefährliche Kreuzungen – Von der Grammatik der Toleranz, deutsch/englisch, Verlag Silke Schreiber, München 2006, ISBN 978-3-88-960087-5
- Manuela Unverdorben, Laurentius Schmeier, Ralf Homann, Farida Heuck (Hg.): Transit-Wellen Autoradio-Guide. CD-Rom und Booklet in Schachtel, Verlag Silke Schreiber, München 2006, ISBN 978-3-88-960077-6
- Freie Klasse München (Hg.): Freie Klasse: Total gescheitert. München und Amberg 2004
- schleuser.net – Bundesverband Schleppen&Schleusen, S. 53, in: Borderline – Strategien und Taktiken für Kunst und soziale Praxis, Berufsverband Bildender Künstler (BBK) AG Borderline-Kongress (Hg.), Wiesbaden, 2002
- Kurt Grunow, Ralf Homann, Geert Lovink, Renée Turner (Hg.): die kunst der kampagne/art of campaigning, München, 1999
- Michel Bourel, Ralf Homann, Olaf Metzel (Hg.): personne sait plus, München und Nizza, 1998
- Walter Eigenheer, Beate Engl, Ralf Homann, Martin Schmidt, Ingo Vetter (Hg.): Küssen und Fahrradfahren, München 1996

## Hörfunk
- Maskuline Muskelspiele, ARD Radiofeature 2013[4]